# Хирагана
Хирагана (японски: ひらがな, ヒラガナ, 平仮名) е една от двете сричкови писмености, компонент на японската писмена система редом с канджи и катакана. Значението на самата дума хирагана е „обикновена сричкова писменост“ .
И хирагана, и катакана са „кана“ системи. С едно, две изключения, всеки звук в японския език (по-точно, всяка мора) е представена от един знак (или една диграфа) във всяка система. Тъй като знаците кана не представят отделни съгласни (освен ん „н“), кана се считат за силабари, а не азбуки.
Хирагана се използва за изписването на дума с японски произход, за които не съществуват канджи, включително и граматични частици като から кара „от“. Също така, хирагана се използва за изписване на думи, чиито канджи форми са неясни за писателя или читателя.
Когато хирагана се използва за изписване на произношението за канджи, се нарича фуригана.

## Възникване и история
Хирагана води началото си от китайските синоглифи към 8 век като изцяло фонетична писменост. След възникването си, хирагана дълго време е била считана за женска писменост, тъй като жените не са имали право да изучават китайските език и писменост . Някъде към 10 век хирагана е била широко употребявана както от мъже, така и от жени. Съвременният правопис на хирагана е въведен през 1946 .

## Особености
Хирагана съдържа символи за 48 срички, срещащи се в съвременния японски език.

## Използване
Хирагана се използва главно за изписване на граматични компоненти. Така например, в думата 見た (mita – видях), канджито 見 представлява коренът на глагола 見る (miru – виждам), а символът от хирагана た (ta) е глаголно окончание за формиране на минало време. Всички частици, съюзи, следлози и пр. също се изписват с хирагана, както и някои типични японски думи, за които не са въведени канджита.